# Lebeckia bowieana
Lebeckia bowieana är en ärtväxtart som beskrevs av George Bentham. Lebeckia bowieana ingår i släktet Lebeckia och familjen ärtväxter. Inga underarter finns listade i Catalogue of Life.